# Ariadna kisanganensis
Ariadna kisanganensis är en spindelart som beskrevs av Benoit 1974. Ariadna kisanganensis ingår i släktet Ariadna och familjen sexögonspindlar.
Artens utbredningsområde är Kongo. Inga underarter finns listade i Catalogue of Life.